# Nanaimo
Nanaimo är en stad på Vancouver Island i British Columbia i Kanada. Staden hade vid 2011 års folkräkning 83 810 invånare.